# Mute (groupe)
Pour les articles homonymes, voir Mute.
Mute est un groupe de punk rock canadien, originaire de la ville de Québec au Québec, Canada,.

## Discographie
- 2001 : Blueprints
- 2004 : Sleepers
- 2008 : The Raven
- 2011 : Thunderblast
- 2016 : Remember Death